# Карлос Ренато Фредеріко
Карлос Ренато Фредеріко (порт. Carlos Renato Frederico, нар. 21 лютого 1957, Морунгаба, Бразилія) — колишній бразильський футболіст, що грав на позиції півзахисника.
Виступав за національну збірну Бразилії.
Дворазовий переможець Ліги Пауліста. Чемпіон Японії.

## Клубна кар'єра
У дорослому футболі дебютував 1975 року виступами за команду клубу «Гуарані» (Кампінас), в якій провів п'ять сезонів, взявши участь у 80 матчах чемпіонату.
Своєю грою за цю команду привернув увагу представників тренерського штабу клубу «Сан-Паулу», до складу якого приєднався 1980 року. Відіграв за команду із Сан-Паулу наступні чотири сезони своєї ігрової кар'єри. Більшість часу, проведеного у складі «Сан-Паулу», був основним гравцем команди.
Згодом з 1985 по 1996 рік грав у складі команд клубів «Ботафогу», «Атлетіко Мінейру», «Ніссан Моторс», «Касіва Рейсол» та «Понте-Прета».
Завершив професійну ігрову кар'єру у клубі «Таубате», за команду якого виступав протягом 1997 року.

## Виступи за збірну
1979 року дебютував в офіційних матчах у складі національної збірної Бразилії. Протягом кар'єри у національній команді, яка тривала 14 років, провів у формі головної команди країни двадцять два матчі, забивши три голи.
У складі збірної був учасником розіграшу Кубка Америки 1979 року у різних країнах, на якому команда здобула бронзові нагороди, чемпіонату світу 1982 року в Іспанії, де разом з командою здобув «срібло», розіграшу Кубка Америки 1983 року в різних країнах, де разом з командою здобув «срібло».

## Досягнення

### Командні
- Переможець Ліги Пауліста:

«Сан-Паулу»: 1980, 1981
- Чемпіон Японії:

«Ніссан Моторс»: 1990
- Срібний призер Кубка Америки:

Бразилія: 1983

### Особисті
- Найкращий бомбардир чемпіонату Японії

1989—1990 (17), 1990—1991 (10)